# Nádasi László (humorista)
Nádasi László (eredeti neve: Schwarcz László, említik még: Nádasy, Nádassy néven is; Budapest, 1907. május 30. – Budapest, 1978. február 17.) magyar humorista, dramaturg, kabaréművész, konferanszié, színpadi szerző. Rejtő Jenő barátja és alkotótársa.

## Életpályája
1925-ben Budapesten elvégezte a Kereskedelmi Akadémiát. Első színpadi művét, a Mary c. bohózatot a Bethlen Téri Színpad mutatta be 1931-ben. Az 1930-as években számos tréfáját, jelenetét, bohózatát játszották a fővárosi kabarék; dramaturgja és háziszerzője a Royal Revü Színháznak. A zsidótörvények nyomán 1941–43 között az OMIKE Művészakció részeseként számtalan kabaré konferansziéja volt a Goldmark-teremben. 1948–1958 között a Kamara Varietében konferált. 1950-től a Vidám Színpad és a Kis Színpad háziszerzője.

## Munkássága
Írt operettlibrettót és vígjátékot (1947: Ő sincsen fából, 1959: Érdekházasság, 1959?: Feleség férj nélkül, 1974: Forog a körhinta), melyeket sikerrel játszottak külföldön is. Legnépszerűbb a Zacsek c. politikai tréfasorozata volt az okvetetlenkedő, tudálékos kispolgárról, melyet Benedek Tibor vitt sikerre 1963-as haláláig. Aktuális Zacsek-tréfáit (mintegy a Hacsek és Sajó pótlására) az 1960-as évektől hetente közölte a Hétfői Hírek.
Szövegíróként jegyzi Sally Géza foxtrott-slágerét: Megy a juhász a szamáron Szegedre (Fekete Pál előadásában). Társ-forgatókönyvírója az 1936-os Forog az idegen c. filmburleszknek. Írt néhány operettlibrettót (Győz a szerelem, 1954). Légikisasszony c. revüjét Berlinben is előadták. Háromfelvonásos vígjátékai közül a Ki a feleségem férje?, a Négy bolond két pár és az Isten veled, szerelem (1940) aratott sikert a pesti színpadokon.
50 éves szerzői jubileuma (1975) alkalmából a Kossuth adó Rádió Kabarészínházának különkiadásában hangzott el a Zacsek mindent tud!
Rejtő Jenő (szüzsé) első operettjének alkotótársa (dalszövegek) az Egy görbe éjszaka (Bp., 1934 nyara), zene: Buttola Ede és Megyery Gyula, versek: Nádasi László. Rejtő Jenővel több tucatnyi kabarétréfát írtak közösen az 1930-as években (bővebben lásd Alpár Ágnes: A cabaret. A fővárosi kabarék műsora, 1901-1944).

## Kötetei
- A gangster bosszúja. Regény; Hellas Ny., Bp., 1937 (Szivárvány)
- Bálint Lajos–Nádassy László: Győz a szerelem. Kisoperett Kisfaludy Károly: Nem ment ki a szobából c. vígjátékából; zene , 1954; Népszava, Bp., 1954 (Műsorfüzet)
- Rejtő Jenő–Nádassy László: Tévedésből jelentik. Egyfelvonásosok, kabaréjelenetek; összegyűjt., vál., sajtó alá rend., bibliográfia, utószó Dallos József; Magvető, Bp., 1988
- Rejtő Jenő–Nádassy László: 100 csóknak is egy a vége; vál., szerk. Zsiga László; Szukits, Szeged, 1997 (Szórakoztató regénytár)